# Anton Affentranger
Antonio «Anton» Horacio Affentranger (* 1956 in Argentinien) ist ein Schweizer Manager und ehemaliger CEO von Implenia.

## Karriere

### Ausbildung
Anton Affentranger wurde als Sohn einer Spanierin und eines Schweizers geboren und wuchs in Chile und Peru auf. In den 1950er-Jahren war sein Vater, eines von zwölf Bauernkindern aus dem Kanton Luzern, als gelernter Käser nach Argentinien ausgewandert, um dort bei Nestlé zu arbeiten. Sohn Affentranger ging im Kanton Luzern aufs Gymnasium, weil die Eltern seine weitere Ausbildung in der Schweiz vorzogen. Danach studierte er an der Universität Genf Volkswirtschaftslehre und schloss mit Lizenziat ab. Später studierte er Wirtschaftswissenschaften und Politikwissenschaften an der Universität Genf und erhielt einen Master.

### Karriere
Affentranger fand seine erste Stelle 1981 bei der Schweizerischen Bankgesellschaft (SBG), wo er in 15 Jahren sämtliche Karrierestufen bis zum Generaldirektor aufstieg: Er hatte nacheinander die Positionen Head of Project Finance in New York und Branch Manager in Hongkong und Genf inne, bevor er 1996 in die Generaldirektion der SBG am Hauptsitz in Zürich berufen wurde. Weil er die Fusion der SBG mit dem Schweizerischen Bankverein (SBV) zur UBS missbilligte, verliess er die neue Grossbank. Von 1998 bis 2000 war er Managing Partner und CEO der Bank Lombard Odier & Cie. Im Jahr 2000 wechselte er als Chief Financial Officer zur Roche Holding in Basel. Im Jahr 1999 wurde er Verwaltungsrat der Zschokke Holding AG und Verwaltungsratspräsident im Jahr 2003.

### Implenia
Ab März 2006 bis September 2011 präsidierte Affentranger den Verwaltungsrat von Implenia. Zwischen dem 6. April 2009 und dem 31. August 2010 war Affentranger als VR-Präsident und CEO ein exekutives VR-Mitglied. Zum 1. Oktober 2011 ernannte der Verwaltungsrat Affentranger zum neuen CEO der Implenia. Gleichzeitig trat er aus dem Verwaltungsrat und von der operativen Leitung seines privaten Unternehmens zurück. Am 1. Oktober 2018 übergab Affentranger das Amt des CEO an André Wyss.

## Privat
Affentranger wohnt in Zürich, sein Bürgerort ist Grossdietwil. Seine Passion ist Jogging, er lief viermal den New York Marathon. Er engagiert sich für Nachhaltigkeitsvorhaben.
Affentranger ist mit 1,50 % an der Implenia AG beteiligt (Stand 2019). Er ist der Meinung, dass Geschäftsführer und Verwaltungsräte nicht nur Lohn- oder Tantiemenempfänger sein sollten, sondern die eigene Haut (Skin in the game) riskieren sollten, indem sie sich an der entsprechenden Firma finanziell beteiligen und/oder sich mehr exponieren. Er gründete die Affentranger Associates AG und ist Präsident von Start-up-Firmen.

## Publikation
- Baustellen – Innenansichten eines Unternehmers. Münster-Verlag 2019, ISBN 978-3-907146-65-1.